# Certificazione energetica degli edifici
La certificazione energetica degli edifici  (o Attestato di Prestazione Energetica dell'edificio, detto comunemente APE  o EPC in inglese) è una procedura di valutazione volta a promuovere il miglioramento del rendimento energetico degli edifici in termini di efficienza energetica, grazie all'informazione fornita ai proprietari e utilizzatori, circa i suoi consumi energetici richiesti per mantenere determinate condizioni ambientali interne. Essa fa parte delle misure volte alla tutela dell'ambiente, sia per un conseguente freno all'utilizzo delle risorse naturali, sia per un desiderabile contenimento delle emissioni clima alteranti. Si tratta di un documento redatto da un tecnico abilitato, chiamato in gergo certificatore energetico, che tiene conto delle caratteristiche architettoniche dell'edificio, dei prospetti, della zona climatica, dell'affaccio delle singole facciate, del tipo di riscaldamento e di tutto ciò che può influire sui consumi energetici. Diverse nazioni in tutto il mondo hanno creato dispositivi capaci di calcolare l'efficienza energetica negli edifici, sia estiva che invernale: l'Unione europea ha emanato una serie di direttive per dare ai singoli stati membri dispositivi simili per la valutazione energetica.

## Obiettivi
- Migliorare la trasparenza del mercato immobiliare fornendo agli acquirenti e ai locatari di immobili un'informazione oggettiva e trasparente delle caratteristiche e delle spese energetiche dell'immobile.
- Informare e rendere coscienti i proprietari degli immobili del più probabile costo energetico relativo alla conduzione del proprio “sistema edilizio” e incoraggiare interventi migliorativi dell'efficienza energetica della propria abitazione mediante consigli che abbiano un corretto rapporto costi/benefici.
- La certificazione consente agli interessati di ottenere dal fornitore/venditore di un immobile informazioni affidabili sui probabili costi di conduzione il cui calcolo si basa su condizioni climatiche e di utilizzo standard.
- L'acquirente deve poter valutare se gli conviene acquistare un immobile dal costo maggiore ma migliore dal punto di vista della gestione e manutenzione.
- Anche i produttori e i progettisti possono confrontarsi in tema di qualità edilizia offerta.
- I proprietari che apportano miglioramenti energetici importanti, ma poco visibili, come isolamenti termici di pareti, tetti, etc., possono veder riconosciuti i loro investimenti con un aumento del valore del proprio immobile.

## Europa
L'attenzione a questo settore è tanto più giustificato dalla considerazione che il 40% dei consumi finali globali di energia della Comunità Europea è rappresentato da quella impiegata nel settore residenziale e terziario, principalmente per gli edifici. Questa procedura deve tenere conto delle condizioni climatiche e locali, del tipo di impianto di riscaldamento e condizionamento, dell'eventuale impiego di fonti di energie rinnovabili e delle caratteristiche architettoniche dell'edificio. Questa procedura di valutazione è stata prevista dalle direttive europee 2002/91/CE e 2006/32/CE.

### Legislazione
Gli stati membri dell'Unione europea si sono impegnati al conseguimento dell'obiettivo 20-20-20, cioè ridurre del 20% il consumo di energia primaria entro il 2020. Il mezzo è il porre in atto misure efficaci per lottare contro il cambiamento climatico, per migliorare la sicurezza energetica, per ridurre i costi energetici dell'UE e per il conseguimento della strategia di Lisbona relativa allo sviluppo sostenibile. Questo sta avvenendo tramite delle misure volte all'efficienza energetica degli edifici, alla riduzione delle emissioni di CO2 degli impianti e alla realizzazione di impianti per la produzione di energia rinnovabile.

#### Direttiva 2002/91/CE
La 2002/91/CE Directive on the energy performance of buildings ha i seguenti obiettivi: 
- diminuire del 22% i consumi energetici comunitari entro il 2010;
- ottenere un risparmio di energia primaria pari a 55 milioni di tep;
- ridurre le emissioni di CO2 di un valore pari a 100 milioni di tonnellate;
- introdurre nuovi standard progettuali.

Le direttive richiedono agli stati membri di provvedere affinché gli edifici di nuova costruzione e quelli esistenti sottoposti a ristrutturazioni importanti soddisfino requisiti minimi di rendimento energetico, monitorando “la quantità di energia effettivamente consumata o che si prevede possa essere necessaria per soddisfare i vari bisogni connessi a un uso standard dell'edificio, compresi, fra gli altri, il riscaldamento e il raffreddamento”. L'Attestato di Certificazione Energetica deve essere messo a disposizione in fase di costruzione, compravendita o locazione. In esso devono essere riportati “dati di riferimento che consentano ai consumatori di valutare e raffrontare il rendimento energetico dell'edificio” e “raccomandazioni per il miglioramento del rendimento energetico in termini di costi-benefici”.

#### Direttiva 2010/31/UE
Questa direttiva è volta al miglioramento della prestazione energetica degli edifici, adottando una comune metodologia di calcolo delle prestazioni che tiene conto di:
- Impianti di condizionamento
- Impianti di illuminazione
- Condizioni climatiche interne
- Caratteristiche termiche (es. isolamento, capacità termica, ecc.)
- Condizioni climatiche locali
- Esposizione al Sole
- Illuminazione
- Sistemi di cogenerazione dell'elettricità
- Impianti di teleriscaldamento.

Gli stati membri fissano dei requisiti minimi che devono essere aggiornati ogni 5 anni, conformi al metodo di calcolo. I minimi dovranno essere differenti se si considerano edifici nuovi o già esistenti, e differenti a seconda della tipologia edilizia. Per quanto riguarda gli edifici nuovi, questi dovranno rispettare determinati requisiti, come l'essere sottoposti a una valutazione preventiva sulla fattibilità di impianti di energia derivanti da fonti rinnovabili, inoltre la direttiva incoraggia l'introduzione di sistemi intelligenti per misurare il consumo energetico. Gli edifici che verranno ristrutturati dovranno migliorare la loro prestazione energetica per soddisfare i minimi richiesti.
La direttiva stabilisce una serie di edifici che possono essere esclusi da questa normativa, come gli edifici vincolati, quelli di culto, quelli temporanei, quelli che sono utilizzati solo poche settimane l'anno, quelli minori di 50 m2. Il miglioramento non è solo per gli edifici, ma anche per gli impianti di condizionamento d'aria, di acqua calda e di ventilazione.
Viene stabilito che gli elementi edilizi fanno parte dell'involucro e hanno un loro impatto significativo relativo alla prestazione dell'involucro (es. gli infissi). Devono anche questi rispettare dei minimi di requisito e devono essere rinnovati e sostituiti per raggiungere un livello ottimale relativo ai costi.
L'obiettivo è quello che entro il 31 dicembre 2020 si devono portare gli edifici di nuova costruzione a essere a energia quasi a zero, mentre per gli edifici pubblici ciò deve avvenire entro il 31 dicembre 2018. La Commissione europea promuove l'attuazione di piani volti a indicare da parte dello Stato membro la definizione di edifici a energia quasi a zero, gli obiettivi per migliorare la prestazione energetica relativa agli edifici di nuova costruzione entro il 2021, informazioni sulle misure finanziarie e sulle politiche e incentivi finanziari e sulle barriere di mercato.
Per fare questo gli stati membri devono degli strumenti per redigere una certificazione energetica degli edifici. Questo documento dovrà comprendere informazioni sul consumo energetico e su come migliorare questo consumo in relazione ai costi. Viene fatto obbligo di far figurare l'attestato di prestazione energetica in tutti gli annunci commerciali dell'immobile. In caso di vendita o locazione dovrà sempre essere allegato alla documentazione e mostrato al potenziale acquirente. Deve essere redatto in caso di nuova costruzione o di ristrutturazione edilizia.
Per gli edifici con una metratura utile di 500 m2 occupata da enti pubblici o abitualmente frequentata dal pubblico, l'attestato di prestazione energetica deve essere sempre chiaramente visibili in un luogo aperto al pubblico. La soglia dei 500 m2 scenderà a 250 m2 dal 9 luglio 2015.
Questa normativa ha di fatto abrogato la direttiva 2002/91/CE.

### Danimarca
La Danimarca ha proposto la certificazione energetica degli edifici già nel 1981, ma è stata resa obbligatoria solo nel 1997, prima delle direttive europee. Dal 1º gennaio 2006 ha allineato la sua normativa interna con quella europea (obbligo di certificazione energetica per la compravendita, per la locazione, ecc...). Per gli edifici esistenti ha abbassato il limite a 5 anni come limite massimo di anzianità del certificato. Le classi energetiche sono 14 e vanno in ordine dalla migliore A1 alla peggiore G2, questo per incentivare la riqualificazione edilizia. Dal 1º settembre 2007 per ottenere il permesso di costruire i nuovi edifici devono essere almeno di categoria B1. Lo schema di calcolo si basa sul documento SBi-Direction 213: Energy Demand in Building. Nel 2010 la Danimarca ha aggiornato la sua normativa, portando le classi da 14 a 8 (A1, A2, B, C, D, E, F, G).

### Francia

Illustrazione della scala dei consumi energetici per abitazioni in Francia.

In Francia la certificazione energetica degli edifici è diventata obbligatoria per la compravendita degli edifici dal 1º novembre 2006 e per la locazione e i nuovi edifici dal 1º luglio 2007. Utilizza il Regolamento Termico RT, introdotto nel 1975 e aggiornato ogni 5 anni. L'ultimo è il Regolamento Termico RT 2012 e RE 2020. Basandosi sui parametri europei, il certificato esprime l'impatto ambientale relativo al consumo energetico dell'edificio. Esistono 7 classi energetiche, divise in lettere dalla A alla G che è la più bassa.

### Italia
Per quanto riguarda l'Italia, con l'espressione «certificazione energetica degli edifici», o nella dizione alternativa di «certificazione di rendimento energetico dell'edificio», s'intende il processo di produzione di un documento attestante la prestazione energetica ed eventualmente alcuni parametri energetici caratteristici dell'edificio. Questo documento prendeva inizialmente il nome di «attestato di certificazione energetica o di rendimento energetico dell'edificio» (punto d) art.2 D.lgs 192/2005) e
permette di stabilire criteri, condizioni e modalità per migliorare le prestazioni energetiche degli edifici. Il contenimento dei consumi è volto a contribuire al conseguimento degli obiettivi nazionali di limitazione delle emissioni di gas serra posti dal protocollo di Kyoto. Inoltre si vuole promuovere la competitività dei comparti più avanzati del settore attraverso lo sviluppo tecnologico conseguente.
La disciplina complessiva in tema di rendimento energetico dell'edilizia è contenuta nel D. Lgs. 19 agosto 2005, n. 192 (attuativo della direttiva 2002/91/CE) e successive modificazioni e integrazioni. L'attestato di certificazione energetica, redatto secondo le particolari norme e i criteri di cui alla relativa normativa, attestano la prestazione, l'efficienza o il rendimento energetico di un edificio e altresì contiene le raccomandazioni per il miglioramento della prestazione energetica del medesimo (art. 2, comma 3, all. A al D. Lgs. 29 dicembre 2006, n. 311). Col D.L. n. 63 del 4 giugno 2013 la denominazione dell'attestato appena citato è stato modificato in «attestato di prestazione energetica».
La 2006/32/CE (recepita in Italia dal D.Lgs. 115/2008, che introduce le UNI TS 11300) ha l'obiettivo di migliorare l'efficienza degli usi finali di energia sotto il profilo costi/benefici negli stati membri, riducendo i consumi del 9%.

#### La normativa nazionale italiana
La normativa in materia di certificazione energetica degli edifici è contenuta nel D.lgs. 19 agosto 2005, n. 192 e nel DPR 75/2013, recante le disposizioni di attuazione della direttiva 2002/91/CE sul rendimento energetico dell'edilizia. Tale normativa è stata successivamente modificata da una serie di ulteriori provvedimenti legislativi, fra i quali devono ricordarsi:
- D.lgs. 311/06, in vigore dal 2/2/2007: "disposizioni correttive al D.lgs.192/05"
- D.lgs. 30 maggio 2008, n. 115, recante Attuazione della direttiva 2006/32/CE relativa all'efficienza degli usi finali dell'energia e i servizi energetici e abrogazione della direttiva 93/76/CEE, di cui devono segnalarsi l'art. 11, rubricato Semplificazione e razionalizzazione delle procedure amministrative e regolamentari, il quale detta disposizioni volte a incentivare gli interventi di riqualificazione energetica e di ricorso a energie alternative e l'art. 18, il quale stabilisce la disciplina applicabile in via transitoria alle fattispecie precedenti l'emanazione dei decreti previsti dall'art. 4, comma 1, lettere a), b), c) del D. Lgs. n. 192/2005;
- D.L. 25 giugno 2008, n. 112, convertito nella legge 6 agosto 2008, n. 133, il cui art. 35, comma 2-bis, ha disposto l'abrogazione dei commi 3 e 4 dell'art. 6 e dei commi 8 e 9 dell'art. 15 del D. Lgs. n. 192/2005, i quali prevedevano, a pena di nullità del contratto, l'obbligo d'allegazione dell'attestato di certificazione energetica agli atti traslativi a titolo oneroso, nonché l'obbligo di consegna e/o messa a disposizione dello stesso a favore del conduttore.* DPR 59/09, in vigore dal 25/06/09
- DM 26 giugno 2009 (linee guida nazionali)
- D. Lgs. 3 marzo 2011, n.28 in vigore dal 27/03/11: "Attuazione della direttiva 2009/28/CE sulla promozione dell'uso dell'energia da fonti rinnovabili, recante modifica e successiva abrogazione delle direttive 2001/77/CE e 2003/30/CE. (11G0067)"
- Decreto 22 novembre 2012, "Modiﬁca del decreto 26 giugno 2009, recante: «Linee guida nazionali per la certiﬁcazione energetica degli ediﬁci.»".
- Decreto Legge "Destinazione Italia", 23 dicembre 2013, convertito con modificazioni con la legge n. 9/2014

Sul territorio italiano, a decorrere dal 2005, si deve procedere alla certificazione energetica degli edifici, introdotta come principio in Italia dalla Legge 10/1991.
- D.M. 26 giugno 2015: " Adeguamento del Decreto del Ministero dello sviluppo economico, 26 giugno 2009 - Linee guida nazionali per la certificazione energetica degli edifici."
- D.M. 26 giugno 2015: " Applicazione delle metodologie di calcolo delle prestazioni energetiche e definizione delle prescrizioni e dei requisiti minimi degli edifici."
- D.M. 26 giugno 2015: " Schemi e modalità di riferimento per la compilazione della relazione tecnica di progetto ai fini dell'applicazione delle prescrizioni e dei requisiti minimi di prestazione energetica degli edifici."

#### Cronologia
A partire dal 1º luglio 2007 tutti i contratti, nuovi o rinnovati, relativi alla gestione degli impianti termici o di climatizzazione degli edifici pubblici o nei quali figura come committente un soggetto pubblico, devono prevedere la predisposizione dell'Attestato di Certificazione Energetica (ACE) dell'edificio o dell'unità immobiliare interessati entro i primi 6 mesi di vigenza del contratto.
Nell'attesa della emanazione delle linee guida nazionali (attraverso i decreti attuativi) gli Attestati di Certificazione Energetica sono sostituiti a tutti gli effetti dagli Attestati di Qualificazione Energetica (di durata 1 anno). Fino all'entrata in vigore dei Decreti Attuativi il calcolo della prestazione energetica degli edifici nella climatizzazione invernale e in particolare del fabbisogno annuo di energia primaria è disciplinato dalla legge 9 gennaio 1991 n. 10 come modificata dal D. Lgs. n. 192/05, dalle norme attuative e dalle disposizioni dell'allegato I al 311/06.
Il 2 aprile 2009, con quattro anni di ritardo, è stato approvato dal Consiglio dei ministri il decreto del presidente della Repubblica, recante attuazione dell'art. 4, c. 1, lettere a) e b) del D. Lgs. 19 agosto 2005, n. 192 e successive modificazioni, concernente attuazione della Direttiva 2002/91/CE sul rendimento energetico in edilizia (bozza non ancora in vigore). Tale decreto definisce le metodologie di calcolo e i requisiti minimi per la prestazione energetica degli edifici e gli impianti termici per la climatizzazione invernale e per la preparazione dell'acqua calda per usi igienici sanitari facendo riferimento alle nuove UNI TS 11300.
A decorrere dal 1º gennaio 2007 la condizione necessaria per accedere agli incentivi, alle agevolazioni e agli sgravi fiscali di qualsiasi natura finalizzati al miglioramento delle prestazioni energetiche dell'edificio, dell'unità immobiliare o degli impianti interessati è il possesso dell'Attestato di Certificazione Energetica dell'edificio o della unità immobiliare oggetto dei lavori di riqualificazione energetica.
Dal 22 agosto 2008 non è più necessario allegare agli atti di compravendita immobiliare l'attestato di certificazione energetica (ACE) o l'attestato di qualificazione energetica (AQE). Allo stesso modo per i contratti di locazione (l'art. 35 comma 2 bis, del D.L. n. 112/2008 ha abrogato i commi 3 e 4 dell'articolo 6 e i commi 8 e 9 dell'articolo 15 del D. Lgs. n. 192/2005 e successive modifiche). Non sono state soppresse le restanti norme del D .Lgs n. 192/2005, quindi se sussistono i presupposti previsti dai commi 1-bis, 1-ter, 1-quater dell'art. 6 del D. Lgs. n. 192/2005 il venditore deve consegnare l'ACE o l'AQE.
Peraltro la normativa regionale in materia di certificazione energetica non è stata abrogata dal D.L. n. 112/2008 (Toscana, Emilia-Romagna, Piemonte, Liguria, Lombardia) dove si prevede l'obbligo di allegare l'attestato alle compravendite e alle locazioni.
Dal 28 dicembre 2012, con l'entrata in vigore del decreto 22 novembre 2012, che ne abroga il relativo paragrafo contenuto nelle linee guida nazionali per la certificazione energetica, non è più possibile produrre un'autodichiarazione da parte del proprietario in sostituzione dell'attestato di certificazione energetica e per edifici esistenti con superficie inferiore ai 1.000 metri quadri, in cui, a fronte della scadente qualità energetica dell'immobile, si dichiarava che l'edificio era in classe energetica G e i costi per la gestione energetica erano molto alti.
La legge del 3 agosto 2013, n. 90 ha apportato ulteriori modifiche al sopracitato d. lgs. 192/2005. In particolare, l'Attestato di Certificazione Energetica è stato sostituito dall'Attestato di Prestazione Energetica (APE).
Le conseguenze, da un punto di vista giuridico, dell'assenza dell'attestato di prestazione energetica sono state oggetto di una serie di abrogazioni e controabrogazioni, che hanno condotto a una certa confusione tra i professionisti interessati. In particolare, inizialmente l'assenza di APE comportava la nullità del contratto di locazione o della compravendita, mentre oggi sembrerebbe essere stata sostituita da una sanzione amministrativa che può raggiungere anche i 18000 euro..

#### Il rapporto con la normativa comunitaria
Poiché la disciplina in tema di certificazione è contenuta in una serie eterogenea di fonti normative, quali la direttiva comunitaria 2002/92/CE, nonché il d.lgs. 192/2005 e le legislazioni regionali, si pone un primo problema di coordinamento delle citate normative, dovuto soprattutto alla necessità di stabilire quale sia il diverso ambito applicativo delle medesime. 
Sul punto, con riguardo al rapporto fra normativa comunitaria e nazionale, si deve dire che, in base a quanto affermato (e più volte ribadito) dalla Corte di giustizia dell'Unione europea (V. Corte Giustizia CE, 22 maggio 2003, n. 462/99; Corte giustizia CE, 5 ottobre 2004, n. 397/01-403/01; Corte giustizia CE, 27 giugno 2000, n. 240, 241, 242, 243, 244/98) e dalla Corte costituzionale italiana (V. Corte Cost., 25 ottobre 2000, n. 440; Corte Cost.,25 giugno 1996, n. 216) le disposizioni nazionali non possono porsi in contrasto con quanto stabilito dalle disposizioni comunitarie (anche nel caso in cui queste ultime siano posteriori a quelle nazionali). E questo perché, secondo quanto affermato dalle Corti, le disposizioni normative contenute nelle fonti del diritto interno (quindi nelle disposizioni nazionali) devono essere interpretate coerentemente con la lettera e lo scopo delle direttive e, più in generale, della normativa comunitaria, non potendosi a esse attribuire altro significato se non quello da queste ultime risultante (cd. principio di attuazione conforme).

#### Il rapporto con la normativa regionale
Al riguardo, deve dirsi che, fermo restando il rispetto dei principi stabiliti dalle disposizioni nazionali, in materia di certificazione energetica degli edifici la competenza legislativa spetta alle Regioni. Pertanto, in tale ambito, occorre fare riferimento alle leggi regionali stabilite da ciascuna Regione. Ciò perché, in base all'art. 117, comma 3, della Costituzione la materia riguardante l'energia, o più precisamente, la «produzione, trasporto e distribuzione nazionale dell'energia» rientra fra le materie di legislazione concorrente fra Stato e Regioni.
Inoltre, ai sensi dei successivi commi 5 e 6 del citato art. 117, le Regioni provvedono «all'attuazione e all'esecuzione degli atti dell'Unione europea, nel rispetto delle norme procedurali statali» e sono dotate di potestà regolamentare (oltreché legislativa). Inoltre, lo stesso d.lgs. 192/2005, all'art. 17, rubricato Clausola di cedevolezza, stabilisce che «in relazione a quanto disposto dall'articolo 117, quinto comma, della Costituzione, e fatto salvo quanto previsto dall'articolo 16, comma 3, della legge 4 febbraio 2005, n. 11, per le norme afferenti a materie di competenza esclusiva delle Regioni e Province autonome, le norme del presente decreto e dei decreti ministeriali applicativi nelle materie di legislazione concorrente si applicano per le Regioni e Province autonome che non abbiano ancora provveduto al recepimento della direttiva 2002/91/CE fino alla data di entrata in vigore della normativa di attuazione adottata da ciascuna Regione e Provincia autonoma. Nel dettare la normativa di attuazione le Regioni e le Province autonome sono tenute al rispetto dei vincoli derivanti dall'ordinamento comunitario e dei principi fondamentali desumibili dal presente decreto e dalla stessa direttiva 2002/91/CE». Alla luce di quanto detto, allora il quadro che si presenta è il seguente:
1) la disciplina di cui al d.lgs. 192/2005 e successive modificazioni e integrazioni, troverà applicazione fino all'entrata in vigore delle leggi regionali. Pertanto, per tutte le Regioni che non abbiano ancora provveduto all'emanazione di detti provvedimenti, si applicheranno le disposizioni della normativa nazionale; per le altre, invece, troveranno applicazione le disposizioni regionali; mentre in quelle che abbiano già legiferato, si applicheranno le relative leggi regionali (nelle materie di legislazione concorrente);
2) ai sensi del citato art. 17, rimarranno in vigore i principi fondamentali desumibili dal medesimo decreto, ovvero del D. Lgs. n. 192/2005 e successive modificazioni e integrazioni;
3) le disposizioni regionali dovranno essere interpretate alla luce di tali principi fondamentali e in ossequio a quelli contenuti nella direttiva comunitaria 2002/91/CE.
In generale, sembra si possa affermare che rientri nella competenza dello Stato, l'emanazione di norme disciplinanti la forma e la struttura dei contratti in connessione con gli obblighi di dotazione della certificazione energetica, e l'attribuzione di sanzioni civilistiche in caso di violazione degli obblighi stabiliti dalla normativa energetica. Mentre, per quanto concerne le competenze delle Regioni, si può invece affermare che spetta loro stabilire le fattispecie per le quali sorge l'obbligo di dotazione della certificazione energetica, vale a dire cioè stabilire i presupposti oggettivi e negoziali in presenza dei quali sorge l'obbligo di allegazione. Rientra negli ambiti delle competenze regionali anche la determinazione dei requisiti, di forma e di contenuto, dell'attestato di certificazione energetica e l'individuazione dei soggetti abilitati alla redazione e al rilascio dello stesso.

#### Regioni con archivio digitale delle certificazioni
Le Regioni che hanno recepito la normativa comunitaria emettendo specifiche delibere su metodo di calcolo, requisiti, forma e contenuto dell'attestato di certificazione energetica, hanno anche provveduto a istituire i relativi database online per la registrazione e la consultazione delle pratiche (ACE) nonché gli elenchi dei tecnici abilitati per la professione di certificatore.
In particolare la Regione Lombardia è stata la prima Regione ad adottare un sistema di certificazione (CENED) capace di rendere immediatamente operativo l'intero meccanismo grazie non solo alla definizione di ruoli e competenze, ma anche mediante un modello di calcolo capace di garantire uniformità nell'applicazione delle regole.
Anche la Regione Piemonte, con l'approvazione della Legge 28 maggio 2007, n. 13 ha individuato gli indirizzi, le prescrizioni e gli strumenti volti a migliorare le prestazioni energetiche degli edifici esistenti e di nuova costruzione. Ha introdotto l'obbligo della Certificazione energetica degli edifici e ha istituito il sistema SICEE per la gestione online dei certificati. Con l'entrata in vigore della Legge dello Stato 03/08/2013 n. 90 pubblicata sulla Gazzetta ufficiale 03/08/2013 n. 181 nel caso di contratti di vendita, di trasferimenti di immobili a titolo gratuito, di contratti di affitto e per la esposizione di annunci relativi alla compravendita gli immobili devono essere dotati di un attestato di prestazione energetica.
Con la pubblicazione in Gazzetta del Decreto 63/2013, l'attestato di certificazione energetica sarà sostituito dall'attestato di prestazione energetica (APE). In attesa dell'emanazione dei provvedimenti di recepimento della direttiva parte della Regione Piemonte e all'aggiornamento delle Linee Guida Nazionali sarà ancora valida la redazione dell'Attestato di Certificazione Energetica in sostituzione dell'Attestato di Prestazione Energetica.
Delle Regioni autonome, invece, la provincia autonoma di Trento, che si è mossa autonomamente all'indomani dell'approvazione della direttiva europea 2002/91/CE.
Nell'attesa delle linee guida previste dall'art. 6 del d.lgs. n. 192/2005, è stato infatti dato incarico al Dipartimento di Ingegneria Civile e Ambientale dell'Università di Trento di elaborare una metodologia per la classificazione delle prestazioni energetiche degli edifici in regime invernale ed estivo che fosse coerente con le caratteristiche dei consumi del settore edilizio trentino.
Con il decreto del 1º agosto 2015 sarà istituito il registro Nazionale SIAPE (Sistema Informativo APE) che gestirà ed archivierà gli APE a livello nazionale, il tecnico certificatore sarà obbligato a comunicarvi tutti i dati raccolti che gli Enti regionali e provinciali avranno l'obbligo di utilizzare, e che comprenderà la gestione di un catasto unificato degli APE, degli impianti termici e dei relativi controlli.

#### Attestato di Prestazione Energetica

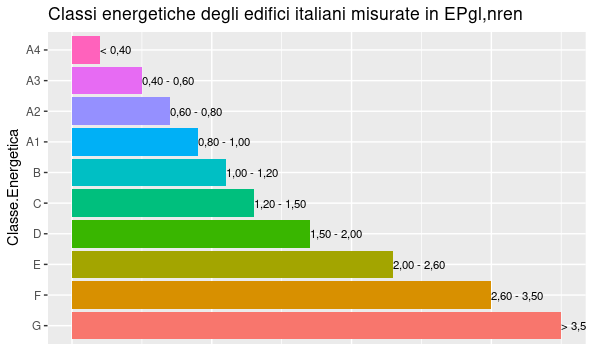
Fonte : [https://www.mimit.gov.it/index.php/it/normativa/decreti-interministeriali/decreto-interministeriale-26-giugno-2015-adeguamento-linee-guida-nazionali-per-la-certificazione-energetica-degli-edifici Allegato 1 Decreto interministeriale 26-giugno-2015

Si definisce Attestato di Prestazione Energetica (APE) il documento redatto in conformità delle Linee Guida emanate col decreto ministeriale del 26 giugno 2009 che introduce su tutto il territorio nazionale la Certificazione Energetica degli edifici; in particolare la normativa si applica a quelle regioni che non hanno ancora una propria legislazione. Nelle regioni che invece hanno approvato apposita normativa si applicano le disposizioni regionali. L'APE è un documento ufficiale, valido 10 anni, prodotto da un soggetto accreditato (certificatore energetico) e dai diversi organismi riconosciuti a livello locale e regionale. Generalmente, il ruolo del certificatore energetico è ricoperto da un tecnico abilitato, come ad esempio un architetto, un ingegnere o un geometra. Questi possono essere sia dipendenti di enti pubblici oppure operare all'interno di società private.
La sua utilità al momento ha 4 scopi principali:
- per il rogito: dal 23 dicembre 2013, l'assenza dell'APE comporta sanzioni comprese tra 3.000 e 18.000 €, a carico d'entrambe le parti.
- per i contratti d'affitto: dal 23 dicembre 2013 l'assenza dell'APE comporta sanzioni compresa tra 1.000 e 4.000 €, a carico d'entrambe le parti, che ne rispondono in solido e in pari misura; le sanzioni sono ridotte alla metà per contratti di durata inferiore ai 3 anni.
- per l'accesso alle detrazioni del 110% (superecobonus) e del 65% (ecobonus) sul reddito IRPEF: l'APE è parte della documentazione necessaria.
- per pubblicizzare annunci immobiliari: dal 1º gennaio 2012 è divenuto obbligatorio indicare la classe energetica[14] delle unità immobiliari.

L'APE era necessario per ottenere dal GSE gli incentivi statali sull'energia prodotta da impianti fotovoltaici; è un allegato obbligatorio ai sensi dell'ar. 7 del DM 7 luglio 2012 per gli impianti installati su edifici, che rientrano nel quinto conto energia (entrati in esercizio tra il 27 agosto 2012 e il 6 luglio 2013). Attualmente non è necessario un APE per poter usufruire della detrazione fiscale del 50% e i contributi emessi dal GSE (scambio sul posto e vendita dell'eccedenza).
Con l'introduzione dei decreti attuativi da parte di diverse regioni, si sono costituiti organismi che supervisionano i professionisti abilitati alla redazione dell'attestato energetico.
L'APE pertanto è il documento che stabilisce in valore assoluto il livello di consumo dell'immobile inserendolo in un'apposita classe di appartenenza, alfanumerica, da A++++ (minimo consumo energetico) a G (massimo consumo energetico). L'unità di misura per l'indice di prestazione energetica è il kWh/m² anno. Il simbolo utilizzato e definito dalla legge a livello europeo è l'EPgl,nren (inglese: Global Energy Performance, not renewable; italiano: Indice di prestazione energetica globale non rinnovabile o più brevemente IPE).
L'attestato di prestazione energetica non è obbligatorio nei seguenti casi:
- immobili destinati a luoghi di culto;
- fabbricati industriali e artigianali particolari riscaldati per esigenze particolari – come le serre - oppure climatizzati tramite la combustione di residui del processo produttivo non utilizzabili in altro modo;
- edifici "secondari" come legnaie, portici, piscine, gazebo, ecc. e quelli rustici, ovvero senza infissi, rifiniture e impiantistica;
- fabbricati non abitativi (garage, cantine, depositi, ecc.);
- fabbricati agricoli non residenziali e privi di riscaldamento;
- fabbricati isolati con una superficie utile minore di 50 m²;

Attenzione: nei 4 ultimi casi non è consentito riscaldare gli ambienti.
Considerando in maniera indicativa i valori del consumo energetico in kWh/mq all'anno e il valore degli EPgl,nren ottenibili da Allegato 1 - D.M. 26 giugno 2015  si ottiene la seguente tabella delle classi energetiche:
| Classe Energetica | EPgl,nren   | Consumo (kWh/mq anno) |
| ----------------- | ----------- | --------------------- |
| A4                | < 0,40      | 9 - 15                |
| A3                | 0,40 - 0,60 | 15 - 20               |
| A2                | 0,60 - 0,80 | 20 - 25               |
| A1                | 0,80 - 1,00 | 25 - 30               |
| B                 | 1,00 - 1,20 | 30 - 50               |
| C                 | 1,20 - 1,50 | 50 - 70               |
| D                 | 1,50 - 2,00 | 70 - 90               |
| E                 | 2,00 - 2,60 | 90 - 120              |
| F                 | 2,60 - 3,50 | 120 - 160             |
| G                 | > 3,50      | Oltre 160             |

Anche se il consumo energetico effettivo di un edificio collocherebbe la sua classe energetica in una certa posizione, ciò che conta è la classe stabilita dal tecnico che redige l'APE.
Se il consumo viene espresso in kwh nel caso del metano va moltiplicato per 8,3 kWh termici (es. {\displaystyle 50m^{3}*8,3=415Kwh}).
Esempio: Se per una famiglia residente in un appartamento di {\displaystyle 100m^{2}}. il consumo annuo effettivo (ricavato dalle bollette Luce + Gas) fosse di  kWh 1.915 (Luce 1.500 kWh + Metano 415 kWh) dividendo per 100 tale consumo, questo corrisponderebbe alla classe A3 ma se il tecnico certificatore collocasse l’edificio in classe G il consumo corrispondente a detta classe energetica sarebbe di oltre 16.000 kWh (160x100).

#### Spesa energetica delle famiglie italiane
Secondo la direttiva europea del 29-01-2024 "gli edifici sono responsabili del 40 % del consumo finale di energia nell'Unione e del 36 % delle emissioni di gas a effetto serra associate all'energia" . In Italia, le famiglie contribuiscono al 30% del consumo energetico complessivo, con il 19,8% utilizzato per usi domestici e il restante 10,2% per il trasporto privato. . Per quanto riguarda gli usi domestici si hanno i seguenti consumi: 52,5% gas naturale (“metano”), 20,4% biomassa (costituita nella quasi totalità da legna da ardere e in minima parte da carbone di legna), 17,7% energia elettrica, 3,6% calore (in gran parte “calore di recupero” acquistato, ma anche solare termico, pompe di calore e geotermico), 3,5% GPL, 2,2% gasolio e, in quantità trascurabili, altri prodotti energetici. , quindi il metano è la principale fonte di consumo. Per le famiglie che impiegano il metano per la cottura, l’acqua calda sanitaria e il riscaldamento tramite impianto autonomo, il principale fattore che incide sulla bolletta gas è chiaramente la collocazione geografica e climatica, che determina fortemente i consumi per il riscaldamento (assunti pari a 1100 {\displaystyle m^{3}} in zona E, 700 {\displaystyle m^{3}} a Roma, 300 {\displaystyle m^{3}} a Palermo a cui si aggiunge la parte per cottura e ACS ipotizzata costante sul territorio e pari a 300 {\displaystyle m^{3}}). Quindi in Italia, in un anno, una famiglia tipo di 4 componenti, che risiede in zona climatica E (molto fredda), consuma circa 1400 {\displaystyle m^{3}} di gas naturale e 2700 kWh di elettricità per i fabbisogni energetici della propria abitazione. . Secondo la tabella delle classi energetiche degli edifici, la famiglia tipo si troverebbe in classe F, infatti {\displaystyle 2700+1400m^{3}*8,3=14.320kWh} , mentre una famiglia tipo di Palermo con la stessa elettricità si troverebbe in classe D, infatti {\displaystyle 2700+600m^{3}*8,3=7.680kWh}, ma il tecnico certificatore potrebbe collocare entrambe in classe G.

#### Confronto fra Attestato di Prestazione Energetica e Diagnosi Energetica
Per redigere l'Attestato di Certificazione di un edificio o di una unità immobiliare è necessario effettuare dei calcoli per quantificare i consumi energetici dell'edificio in condizioni di utilizzo e climatiche standard a seconda della zona climatica.
Avviare la Diagnosi Energetica o Energy audit invece significa svolgere una procedura sistematica volta ad acquisire adeguata conoscenza del profilo di consumo energetico effettivo d'un edificio o d'una unità immobiliare. La Diagnosi Energetica consente d'individuare le inefficienze e le criticità e d'intervenire con le soluzioni a minor costo e maggior efficacia per la riduzione dei consumi energetici, individuando e quantificando le opportunità di risparmio energetico anche sotto il profilo dei costi/benefici. La Diagnosi Energetica integra i dati raccolti sul campo, a seguito di sopralluoghi, con strumenti di calcolo (elaborazione di un modello matematico dell'edificio) attraverso i quali individuare e analizzare gli interventi di riqualificazione energetica dell'edificio o della unità immobiliare.

### Spagna
In Spagna per la certificazione si utilizza il software Calener sviluppato dal "Ministerio de Industria, Turismo y Comercio". Vi sono 2 versioni a seconda della grandezza dell'immobile. Con il Regio Decreto 235/2013 adottato dal Consiglio dei Ministri il 5 aprile 2013, è stato sancito che dal 1º giugno è obbligatorio che tutti gli immobili in vendita o in locazione siano dotati di certificazione energetica. Il certificato ha durata di 10 anni, stabilisce i consumi energetici e consiglia gli interventi per ridurli. Alcuni edifici non hanno l'obbligo di essere dotati di certificato energetico, come: edifici monumentali vincolati, luoghi di culto, costruzioni temporanee, edifici destinati a durare meno di 2 anni, edifici per l'agricoltura e per la difesa, edifici isolati con superficie minore di 50 m² o che vengono usati meno di 4 mesi l'anno.